# Crisanto de Constantinopla
Crisanto de Constantinopla (em grego: Χρύσανθος; 25 de fevereiro de 1768–10 de setembro de 1834), cujo sobrenome original era Manoleas (em grego: Μανωλέας), foi patriarca ecumênico de Constantinopla entre 1824 e 1826.

## História
Crisanto era um grego eslavófono nascido em 1768 numa vila atualmente conhecida como Kato Grammatiko (em Pela, na Grécia), onde os descendentes da família Manoleas ainda vivem. Serviu como bispo metropolitano de Kayseri, Veria e, a partir de 1811, Serres, onde ainda estavam em 9 de julho de 1824, data de sua eleição, ocorrida logo depois da deposição de seu predecessor, Ântimo III.
Era membro da Sociedade dos Amigos (em grego: Φιλική Εταιρεία; romaniz.: Philikí Etaireía), muito erudito e também muito arrogante, o que lhe valeu muitos inimigos. Crisanto foi acusado de manter um caso amoroso com Eufêmia, a viúva de um traidor conhecido como Asimakis, e, por isto, foi deposto pelos otomanos em 26 de setembro de 1826 e exilado para Kayseri. Morreu em 10 de setembro de 1834 e foi sepultado no Mosteiro de Cristo Salvador na ilha dos Príncipes, onde viveu seus últimos dias.